# Aurore Bringard
 (septembre 2024).
La mise en forme du texte ne suit pas les recommandations de Wikipédia : il faut le « wikifier ».
Les points d'amélioration suivants sont les cas les plus fréquents :
- Les titres sont pré-formatés par le logiciel. Ils ne sont ni en capitales, ni en gras.
- Le texte ne doit pas être écrit en capitales (les noms de famille non plus), ni en gras, ni en italique, ni en « petit »…
- Le gras n'est utilisé que pour surligner le titre de l'article dans l'introduction, une seule fois.
- L'italique est rarement utilisé : mots en langue étrangère, titres d'œuvres, noms de bateaux, etc.
- Les citations ne sont pas en italique mais en corps de texte normal. Elles sont entourées par des guillemets français : « et ».
- Les listes à puces sont à éviter, des paragraphes rédigés étant largement préférés. Les tableaux sont à réserver à la présentation de données structurées (résultats, etc.).
- Les appels de note de bas de page (petits chiffres en exposant, introduits par l'outil «  Source ») sont à placer entre la fin de phrase et le point final[comme ça].
- Les liens internes (vers d'autres articles de Wikipédia) sont à choisir avec parcimonie. Créez des liens vers des articles approfondissant le sujet. Les termes génériques sans rapport avec le sujet sont à éviter, ainsi que les répétitions de liens vers un même terme.
- Les liens externes sont à placer uniquement dans une section « Liens externes », à la fin de l'article. Ces liens sont à choisir avec parcimonie suivant les règles définies. Si un lien sert de source à l'article, son insertion dans le texte est à faire par les notes de bas de page.
- La présentation des références doit suivre les conventions bibliographiques. Il est recommandé d'utiliser les modèles {{Ouvrage}}, {{Chapitre}}, {{Article}}, {{Lien web}} et/ou {{Bibliographie}}. Le mode d'édition visuel peut mettre en forme automatiquement les références.
- Insérer une infobox (cadre d'informations à droite) n'est pas obligatoire pour parachever la mise en page.

Pour une aide détaillée, merci de consulter Aide:Wikification.
Si vous pensez que ces points ont été résolus, vous pouvez retirer ce bandeau et améliorer la mise en forme d'un autre article.
 (août 2025).
Si vous disposez d'ouvrages ou d'articles de référence ou si vous connaissez des sites web de qualité traitant du thème abordé ici, merci de compléter l'article en donnant les références utiles à sa vérifiabilité et en les liant à la section « Notes et références ».
Aurore Bringard est une athlète française, née le 8 décembre 1966 à Toulouse, spécialiste en Kayak "Eaux Vives" de descente de rivière.
Sa connaissance de la navigation en rivière l'amène également vers deux expéditions Kayak : en 1991 aux États-Unis en Arizona le Grand Canyon du Colorado, du Lac Powell (Lee's Ferry) au lac Mead en Kayak de Haute rivière puis en 2012 en Arctique au Svalbard dans le fjord d'Isfjord au Spitzberg en kayak de mer.

## Biographie

### Aurore Bringard
Licenciée au club F.A.C.Cournon, Champion de France des clubs en 1977, 1984 (13 médailles pour 11 couronnais), 1987 et 1991. Elle gagne en minime (13 ans) son premier kayak sur la Coupe « Brian Smith », une course « Jeune » de slalom (2 manches) toutes catégories confondues jusqu'à cadet (16 ans). Elle est multiple discipline en pratiquant la course en ligne (en eau calme) au niveau Championnats de France jusqu'en Junior (18 ans). En course à pied, elle gagne plusieurs Cross dans la catégorie "espoir et sénior féminine", termine 3ème du Cross de la Montagne (calendrier national). Licenciée au club de Basket Amicale Laïque de Pérignat sur Allier (63) de 1986 à 1992, rapide elle excelle dans les actions de contre-attaque et de passes décisives au poste ailier.

### Outsider, Aurore c'est l'Aurore en 1987
- 1ère sélection Équipe de France aux Championnats du Monde de descente à Bourg Saint-Maurice (en France)
- Championne du Monde par équipe
- Championne de France en individuel descente
- 4 ème Championnats de France en individuel Slalom
- Double Championne de France par équipe en descente et en Slalom

### La ligue d'Auvergne de Canoë-Kayak
Dotée d'un stade nautique de rivières naturelles unique, elle est la première ligue fin des années 80, début des années 90 sur tous les fronts en descente de rivière. En 1987, quatre catégories sur quatre avec Aurore Bringard en kayak dame, en canoë mono Gilles Zok, en canoë bis François Durand-Ponchon Jean-Luc (tous les 4 du club FACCournon) et en Kayak homme Claude Bénézit de Moulins. Le stade d’entrainement quotidien est la rivière Allier sur les tronçons : Coudes, Longues, Mirefleurs. A Cournon d’Auvergne sur la « boire » (plan d’eau ancienne carrière) un parcours est étalonné (alias piste d'athlétisme), les records sont conservés au Club F.A.C.Cournon.

### Tous les ans
Aux Championnats de France Slalom Aurore Bringard en individuel se classe régulièrement au Top 5 maxi dans le Top 10.

### Une carrière sportive à double projet
Leader de l’équipe de France féminine en 1988, sur liste ministérielle Athlète haut-niveau « Élite », de 1989 à 1995  sous convention de partenariat annuelle entre la Fédération Française de Canoë-Kayak et l'Agence de l'eau Loire-Bretagne à Clermont-Ferrand. La reconversion professionnelle est un vrai levier, un pack en stabilité et une reconnaissance sociale (assurance maladie, retraite) aux Athlètes français de haut-niveau.

## Carrière

### Championnats du monde individuel
Elle est médaillée de bronze en K-1 classique individuel 
- Médaillée de Bronze en 1989 et 1995

Aux Championnats du monde de descente 1989 à Savage River (USA) et aux Championnats du monde de descente 1995 à Bala (Pays de Galles) .

### Championnats du monde par équipe
Elle est médaillée d'or de K-1 classique par équipe à quatre reprises 
- Médaillée d'or en 1987, 1989, 1991, 1995

Aux Championnats du monde de descente 1987 à Bourg-Saint-Maurice 
Premier titre de l'équipe de France féminine jamais remporté jusqu'alors, avec Dominique Gardette (triple championne du Monde individuel 1979, 1981 et 1987) et Nathalie Beaurain (3ème en individuel en 1987)
Ainsi qu'aux Mondiaux de 1989 à Savage River (États-Unis) et de 1991 à Bovec (ex-Yougoslavie) avec Sabine Kleinheinz et Laurence Castet, 
Et aux Mondiaux de 1995 à Bala (Pays de Galles) avec Laurence Castet et Myriam Le Gallo.

### Coupe du Monde individuel
- Médaillée d'or en 1990

Elle est Vainqueur de la Coupe du Monde en 1990 (première Coupe du Monde organisée) ;
- Médaillée d'argent en 1994

Elle est Médaillée d'Argent de  la Coupe du Monde de 1994 ;
- Médaillée de Bronze en 1992 et 1995

Elle est Médaillée de Bronze à deux reprises aux Coupes du Monde de 1992 et 1995 ;

### Coupe d'Europe individuel
- Médaillée d'or en 1990

Elle est Vainqueur de la Coupe d'Europe en 1990 ;
- Médaillée d'argent en 1988

Elle est Médaillée d'Argent de la Coupe d'Europe de 1988 ;

### Championnats de France individuel
- Médaillée d'or en 1984, 1987, 1989, 1991, 1992 et 1995

Elle est sextuple championne de France de descente, l'athlète française féminine la plus médaillée
- Médaillée d'argent en 1983

### Coupe de France
- Triple vainqueur de la Coupe de France en 1983, 1984 et 1987

Elle gagne la Coupe de France à trois reprises en 1983, 1984 et 1987.

## Honneurs et Distinctions

### Médaille d'or de la Jeunesse et des Sports
par arrêté de nomination au Journal Officiel du 7 mars 1992 au titre de Championne du Monde